# Municipio de Ellington (condado de Palo Alto)
El municipio de Ellington (en inglés: Ellington Township) es un municipio ubicado en el condado de Palo Alto en el estado estadounidense de Iowa. En el año 2010 tenía una población de 135 habitantes y una densidad poblacional de 1,46 personas por km².

## Geografía
El municipio de Ellington se encuentra ubicado en las coordenadas 42°57′7″N 94°37′10″O / 42.95194, -94.61944. Según la Oficina del Censo de los Estados Unidos, el municipio tiene una superficie total de 92.23 km², de la cual 92,23 km² corresponden a tierra firme y (0 %) 0 km² es agua.

## Demografía
Según el censo de 2010, había 135 personas residiendo en el municipio de Ellington. La densidad de población era de 1,46 hab./km². De los 135 habitantes, el municipio de Ellington estaba compuesto por el 98,52 % blancos, el 0,74 % eran afroamericanos y el 0,74 % eran de una mezcla de razas. Del total de la población el 0 % eran hispanos o latinos de cualquier raza.